# Ceraia gracilis
Ceraia gracilis é uma espécie de orquídea de flores pequenas que duram muito pouco, mas que floresce diversas vezes ao ano, nativa de Borneu, Java e Sumatra.